# Morti nel 1371
| Questa pagina contiene informazioni ricavate automaticamente dalle voci biografiche con l'ausilio del template Bio e di un bot. L'aggiornamento è periodico e automatico e ricostruisce completamente la pagina. Se manca una persona in questa lista, sei pregato di non aggiungerla, ma accertati piuttosto che la sua voce biografica contenga il template Bio e che i dati anagrafici siano correttamente compilati. Se il template Bio manca, inseriscilo tu stesso o, in alternativa, metti l'avviso {{tmp\|Bio}} che ne segnala la mancanza. Se i dati riportati sono sbagliati, correggi direttamente la voce biografica; le modifiche saranno visibili in questa lista entro pochi giorni. Per chiarimenti vedi il progetto biografie. La lista contiene solo le 13 persone che sono citate nell'enciclopedia e per le quali è stato implementato correttamente il template Bio. Pagina aggiornata al 10 giu 2025. |

- 6 febbraio - Paola Orsini, nobildonna italiana
- 17 febbraio - Ivan Alessandro di Bulgaria, nobile bulgaro
- 22 febbraio - Davide II di Scozia, re scozzese (n. 1324)
- 4 marzo - Giovanna d'Évreux, regina (n. 1310)
- 19 aprile - Bernard du Bosquet, cardinale e arcivescovo cattolico francese
- 11 giugno - Signorolo Omodei, giurista italiano (n. 1308)
- 24 agosto - Edoardo di Gheldria, duca (n. 1336)
- 20 settembre - Giovanni I di Nassau-Weilburg, conte tedesco (n. 1309)
- 26 settembre - Vukašin Mrnjavčević, sovrano serbo
- 4 dicembre - Rinaldo III di Gheldria, duca (n. 1333)
- 4 dicembre - Stefano Uroš V di Serbia, sovrano serbo
- Fiorenza Sanudo, duchessa
- Simeon Uroš, nobile serbo